# Pedalonina semimarginata
Pedalonina semimarginata is een vlinder uit de familie wespvlinders (Sesiidae), onderfamilie Sesiinae.
Pedalonina semimarginata is voor het eerst wetenschappelijk beschreven door Gaede in 1929. De soort komt voor in het Afrotropisch gebied.